# Liste de publications numismatiques françaises périodiques
 (juin 2018).
Si vous disposez d'ouvrages ou d'articles de référence ou si vous connaissez des sites web de qualité traitant du thème abordé ici, merci de compléter l'article en donnant les références utiles à sa vérifiabilité et en les liant à la section « Notes et références ».
Il existe de nombreuses publications numismatiques françaises périodiques.

## Publications actives

### Publications générales
- Bulletin de la Société française de numismatique
- la Revue numismatique (1836, annuel)
- Bulletin trimestriel de la Société d'études numismatiques et archéologiques

### Publications à thème ou à caractère régional
- Provence Numismatique (1976, trimestriel puis semestriel)
- Annales du Groupe numismatique de Provence (1985, annuel)
- Annales du Groupe numismatique du Comtat et de Provence (annuel)
- Annales du Cercle numismatique de Nice (1985, annuel)
- Carnets numismatiques du Comté de Nice et du Sud-Est (2017, semestriel)
- Bulletin de l'Association des collectionneurs français de jetons-monnaie (A.C.J.M.)
- Bulletin de l'Association numismatique armoricaine, Armor Numis
- Bulletin de l'Association numismatique du Limousin
- Bulletin de l'Association numismatique de la Région de Cluses (trimestriel)
- la Pallofe (annuel, 1973)

## Publications arrêtées
- Numismatique et Change (mensuel, arrêt en 2016)